# Liste der Denkmäler des Deutsch-Französischen Krieges im Saarland
Diese Liste gibt einen Überblick über Denkmäler im Saarland, die sich schwerpunktmäßig der Geschichte des Deutsch-Französischen Krieges von 1870/1871 widmen.

## Liste
| Bild           | Ort         | Ortsteil          | Lage                                                                                               | Beschreibung |
| -------------- | ----------- | ----------------- | -------------------------------------------------------------------------------------------------- | --- |
| Weitere Bilder | Saarbrücken | Alt-Saarbrücken   | Lulustein, Rückseite der Sport- und Festhalle des ATSV Saarbrücken 49° 13′ 40,6″ N, 6° 58′ 28,6″ O | Der Lulustein (auch Napoleonstein) ist ein Gedenkstein für Napoléon Eugène Louis Bonaparte. |
| Weitere Bilder | Saarbrücken | Alt-Saarbrücken   | Heidenhügel 49° 13′ 6,3″ N, 6° 57′ 48,7″ O                                                         | Das Denkmal ist ein kleines Steindenkmal. |
| Weitere Bilder | Saarbrücken | Staden            | Am Staden 49° 13′ 32,7″ N, 7° 0′ 21,9″ O                                                           | Das Ulanendenkmal des Bildhauers Fritz Klimsch wurde in der Bronzebildgießerei Noack gegossen. Es ist ein monumentales Reiterstandbild und erinnert an das Ulanen-Regiment „Großherzog Friedrich von Baden“ (Rheinisches) Nr. 7.                                                            |
| Weitere Bilder | Saarbrücken | Von der Heydt     | Im Wald bei von der Heydt 49° 16′ 26,9″ N, 6° 56′ 55,5″ O                                          | Das kleine Denkmal im Wald ist in einer Steinmauer gefasst. |
| Weitere Bilder | Saarbrücken | Sankt Arnual      | Winterbergdenkmal auf dem Winterberg 49° 13′ 14,8″ N, 7° 0′ 7,4″ O                                 | Das auf einem künstlichen Hügel errichtete insgesamt 30 Meter hohe Turmdenkmal mit umlaufender Wandelhalle erinnerte an den Sieg Preußens bei der Schlacht bei Spichern am 6. August 1870. Heute ist nur noch der rekonstruierte Sockel mit Treppe erhalten, der unter Denkmalschutz steht. |
| Weitere Bilder | Saarbrücken | St. Johann (Saar) | Echelmeyerpark 49° 14′ 19,8″ N, 7° 0′ 10,5″ O                                                      | Das Denkmal besteht aus einem Obelisken auf rechteckigem Sockel. |
| Weitere Bilder | Saarbrücken | Saarbrücken       | am Hauptfriedhof Saarbrücken 49° 12′ 35,3″ N, 6° 57′ 13,7″ O                                       | Das Denkmal besteht aus einer Säule auf rechteckigem Sockel, gekrönt durch einen Adler. Es ist das Ehrenmal für das 2. Hannoversche Infanterie-Regiment Nr. 77. |
| Weitere Bilder | Völklingen  | Völklingen        | Kleinsche Anlage 49° 15′ 33,8″ N, 6° 51′ 25,8″ O                                                   | Das vom örtlichen Kriegerverein gestiftete Denkmal besteht aus einem Obelisken auf rechteckigem Sockel, gekrönt durch einen Adler. Es wurde von dem Völklinger Stein- und Bildhauer Georg Kiefaber 1884 geschaffen. Der Adler wurde in der Völklinger Hütte gegossen.                       |